# Motherwellia haplosciadea
Motherwellia es un género monotípico de fanerógamas perteneciente a la familia  Araliaceae, que comprende una única especie: Motherwellia haplosciadea F.Muell.. Es originaria de Queensland en Australia.

## Taxonomía
Motherwellia haplosciadea fue descrito por  Ferdinand von Mueller y publicado en Fragmenta Phytographiæ Australiæ 7: 107. 1870.
Sinonimia
- Aralia motherwellii F.Muell., Fragm. 2: 107 (1860).[2]